# Bernd Barleben
Bernd Barleben (Berlino, 1º gennaio 1940) è un ex pistard tedesco.

## Palmarès

### Olimpiadi
- 1 medaglia:
  - 1 argento (Roma 1960 nell'inseguimento a squadre[1])